# Piriform
Piriform és una empresa privada de desenvolupament de programari amb base a Londres, Regne Unit, que desenvolupa programari de neteja i optimització per als sistemes operatius Microsoft Windows, macOS i Android.
Entre les eines més destacades que ha desenvolupat, s'inclouen CCleaner, Defraggler, Recuva i Speccy,. El 22 de setembre de 2015, Piriform va llençar CCleaner Cloud, una versió remota de la seva popular eina de neteja de PCs.